# Brevet de technicien supérieur - Collaborateur juriste notarial
Le brevet de technicien supérieur (BTS) Collaborateur juriste notarial (CJN) - anciennement BTS Notariat - est un cursus d'études se déroulant sur 2 ans avec 12 semaines de stage en entreprise réparties sur les 2 ans.
Le BTS forme les étudiants aux métiers du notariat.